# Café Universal
El Café Universal o ‘café de los espejos’ fue un establecimiento de Madrid, situado en el número 15 (luego 14) de la Puerta del Sol, esquina al inicio de la calle de Alcalá. Abierto mediado el siglo xix se mantuvo hasta 1974.

## Historia
Abierto en el inicio del otoño madrileño de 1880, el Universal era propiedad del asturiano Juan Fernández Quevedo, que al morir en enero de 1882, pasó a su hijo Juan Fernández Benavente, concejal de Madrid, y que en 1890 abrió otro local en la calle Jacometrezo, el Café de Benavente (por el apellido materno). El empresario, militante del partido Liberal de Sagasta y empleado municipal murió tres años después, en el verano de 1893, cuando ocupaba el puesto de delegado de vigilancia del distrito de la Inclusa (hoy barrio de Sol).
El Universal llamaba la atención por sus espejos enfrentados que conseguían un efecto óptico sorprendente para la época. La decoración con pinturas firmadas por Piccoli, Amerigo, Bonardo y Bussato, mezclaba imitaciones de estéticas italianizantes. El gran salón mostraba una escalera de caracol que subía al entresuelo, donde disponía de comedores privados, mesas de tresillo y de billar, planta que también tenía acceso directo desde la calle.
El café de los espejos tuvo entre sus más distinguidos clientes a Benito Pérez Galdós, miembro eventual en la tertulia de los "canarios", y que en los Episodios titulados La de los tristes destinos (1907) y España Trágica (1909), inmortalizó a uno de sus camareros, Pepe “el malagueño”. Entre los contertulios de Galdós, cabe mencionar a Fernando León y Castillo y Agustín Espinosa. En ese periodo de entresiglos, otros habituales del Universal fueron el crítico Urbano González Serrano o el torero Vicente Pastor (‘el chico de la blusa’).
De su capítulo como café musical, y de su larga lista de programas musicales, puede recordarse, en la década de 1940, la Orquesta de Señoritas, dirigida por una de ellas, la violinista y cupletista Olga Ramos, que en este café conoció al que sería su marido, Enrique Ramírez de Gamboa, ‘Cipri’.